# 美国空军空战司令部
空战司令部（Air Combat Command，ACC)，是美国空军的一个一级司令部，直屬空军总部。空战司令部成立于1992年6月1日，由原负责轰炸机的战略空军司令部和负责战斗机的战术空军司令部合并而成，总部位于弗吉尼亚州兰利-尤斯蒂斯联合基地，现任司令是肯尼斯·威爾斯巴赫上将。

## 備註
1. ↑  翻譯成「空軍作戰司令部」較順口或「空軍戰鬥司令部」